# Audun Boysen
Pour les articles homonymes, voir Boysen.
Audun Boysen (né le 10 mai 1929 à Bjarkøy - mort le 2 mars 2000 à Oslo) est un athlète norvégien spécialiste du 800 mètres.

## Carrière
Aux Jeux olympiques de 1956, jeux de la XVIe olympiade de l'ère moderne, Audun Boysen remporte la médaille de bronze de 800 mètres.
Il s’est brillamment emparé du record du monde du 800 m, en 1.45.7, succédant ainsi à  l'Américain Tom Courtney qui avait établi un chrono de 1.46.6 à l’été… 1940. Il est désigné sportif norvégien de l'année en 1955.
L'athlète norvégien avait "le record dans les jambes". Il améliora le record du monde du 1000 mètres à trois reprises, soit 2 min 20 s 4 en 1953, 2 min 19 s 5 et 2 min 19 s en 1954 (1).

### Palmarès
| Date | Compétition           | Lieu      | Résultat | Performance  |
| ---- | --------------------- | --------- | -------- | ------------ |
| 1954 | Championnats d'Europe | Berne     | 3e       | 1 min 47 s 4 |
| 1956 | Jeux olympiques       | Melbourne | 3e       | 1 min 48 s 1 |
| 1958 | Championnats d'Europe | Stockholm | 2e       | 1 min 47 s 9 |

### Records
| Épreuve      | Performance  | Lieu | Date |
| ------------ | ------------ | ---- | ---- |
| 800 mètres   | 1 min 45 s 9 | -    | 1955 |
| 1 500 mètres | 3 min 44 s 2 | -    | 1954 |